# Stefan Kjernholm
Stefan Inge Wilhelm Kjernholm (* 13. September 1951 in Stockholm; † 28. Januar 2023 in Umeå) war ein schwedischer Rennrodler.

## Karriere
Stefan Kjernholm konnte in der Weltcupsaison 1979/80 in Hammarstrand seinen einzigen Weltcupsieg verzeichnen. Im Doppelsitzer gewann er mit Kenneth Holm an diesem Wochenende zudem Silber. Bei den Olympischen Winterspielen 1976 belegte er im Einsitzer den 15. Platz. Vier Jahre später bei den Olympischen Spielen in Lake Placid belegte Kjernholm im Einsitzer den 18. Platz und wurde mit Kenneth Holm im Doppelsitzer Zwölfter.